# Opération de minuit
L'opération de minuit ou opération minuit se déroule dans la soirée du lundi 13 décembre 1943. 
C'est la plus grande opération de répression déclenchée contre la Résistance toulousaine et régionale. 110 personnes sont interpellées dans le département, et 52 responsables sont arrêtés à Toulouse.

## Description
Pour mener à bien cette opération, des unités SS et Feldgendarmes sont venues renforcer la Gestapo et ses auxiliaires français. Ce sont en partie des informations fournies par le capitaine Cuillé, dit Commenge qui permettent à cette opération de se dérouler. Responsable régional des renseignement, il livre les noms des responsables de la région toulousaine à un officier de la Gestapo de Toulouse, Katz. Cette rafle est planifiée par Rudolf Bilfinger (de), dirigeant de la SD à Toulouse. 
La soirée du lundi 13 décembre, de nombreux résistants voient leur domicile perquisitionné en vue de leur arrestation. S'ils ont réussi à s'enfuir, leurs épouses sont arrêtées, et leurs enfants sont laissés au domicile. 

## Impact sur la résistance
C'est un des pires moments de l'histoire de la Résistance toulousaine. Ce coup de filet permet de faire tomber une grande partie de l'état-major de la Résistance en Haute-Garonne. La majorité de la centaine de personnes interpellées est déportée à Buchenwald, Dora, ou Ravensbrück en janvier 1944.  
L'opération permet notamment l'arrestation et l'assassinat de François Verdier. Ce dernier avait été choisi par De Gaulle pour devenir le chef des Mouvements Unis de la Résistance en juin 1943. À sa mort, Jean Cassou lui succède au poste de commissaire à la République pour la région de Toulouse.

## Familles perquisitionnées
- Bartoli
- Curvale
- Espitalier
- Laigneau

## Liste des personnes interpellées
- François Verdier et sa femme.
- Achille Teste
- Jean Germain Petit
- Yvonne Lucienne Curvale, dite Marie-Paule
- Irénée Cros, dit Calmette. Chef de la résistance en Ariège, il est abattu lors de son interpellation.
- Gabriel Gesse, dit Blanchard et son frère.
- Jeanne et Pierre Cabarroques
- Jacques Ancelet
- Amouroux
- Gouazé